# Lubiechów Dolny
Lubiechów Dolny, německy Nieder-Lubbichow, je vesnice ve gmině Cedynia v jihozápadní části okresu Gryfino v Západopomořanském vojvodství v západním Polsku. Nachází se také na pravém břehu veletoku Odra u polsko-německé státní hranice v geomorfologických celcích Dolina Dolnej Odry (přesněji v nivě Żuławy Cedyńskie) a Pojezierze Myśliborskie (přesněji v lese Puszcza Piaskowa) a v krajinném parku Cedyński Park Krajobrazowy. Vesnicí protéká potok Świergotka.

## Historie
Lubiechów Dolny byla ve středověku rytířská ves, která je v roce 1351 zmiňována jako slovanská ves (Villa sclavorum). Obyvatelé se živili především rybolovem. V 18. století, kdy bylo koryto Odry posunuto více na západ, se vesnice stala zemědělskou. Uprostřed vsi, na návrší, stojí kościół Matki Bożej Różańcowej (kostel Matky Boží Růžencové) z 19. století, postavený z kamene a cihel. V letech 1975–1998 byla vesnice administrativně součástí již zaniklého Štětínského vojvodství.

## Příroda
- Cedyński Park Krajobrazowy - krajinný park.
- Dub Madej (Dąb Lubiechowski N)- památný dub letní u silnice.
- Dub Pietrek (Dąb Lubiechowski S) - památný dub letní u silnice.
- Rezerwat przyrody Bielinek - přírodní rezervace.
- Rezerwat przyrody Dolina Świergotki - přírodní rezervace.
- Rezerwat przyrody Olszyna Źródliskowa pod Lubiechowem Dolnym - přírodní rezervace.

## Turistika

### Turistické trasy
Přes Lubiechów Dolny vede červeně značená dálkové turistická trasa Szlak Nadodrzański podél řeky Odry. Začínají zde modře značená trasa Szlak Wzgórz Morenowych a zeleně značená trasa Do pomnika Roberta Von Keudell.

### Cyklistické trasy
Přes Lubiechów Dolny vede dálková cyklistická trasa Szlak Zielona Odra podél řeky Odry.

## Další informace
Nejbližším sídlem je vesnice Lubiechów Górny.

## Galerie

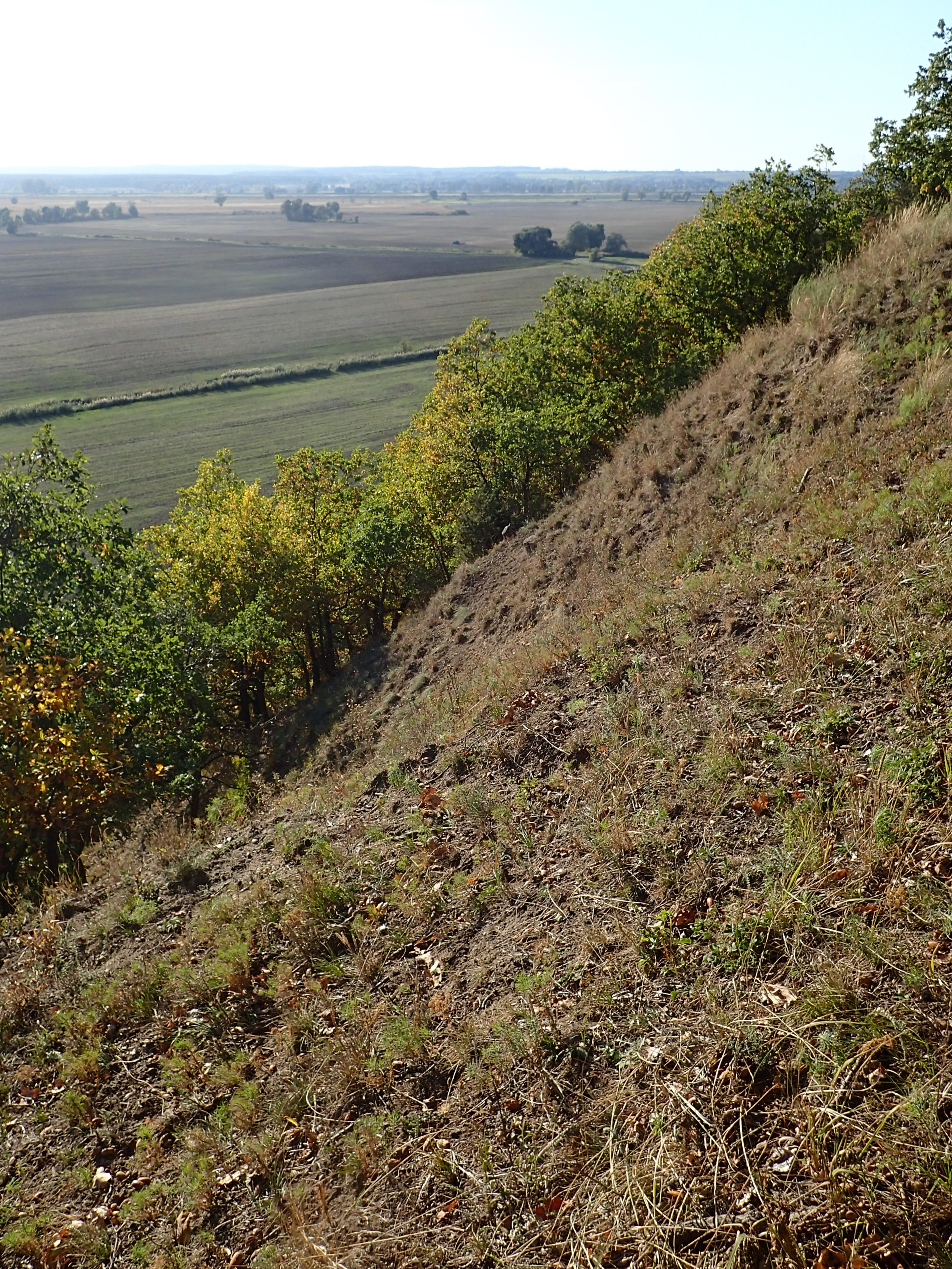
Rezerwat przyrody Bielinek
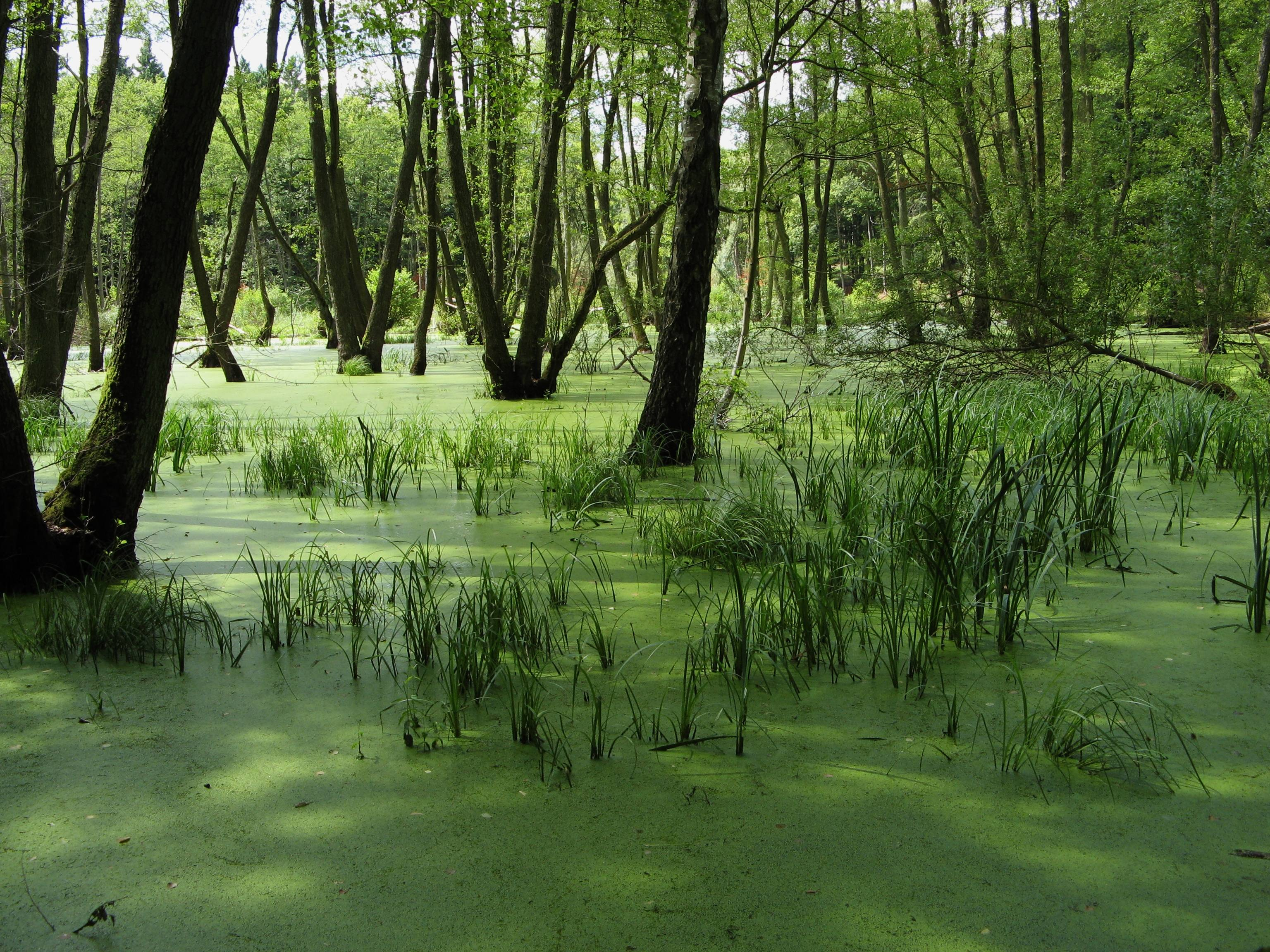
Mokřad na potoce Świergotka